# Фиссон, Вадим Ильич
Вади́м Ильи́ч Фиссо́н (17 января 1962, Ленинград — 19 декабря 2014, Санкт-Петербург) — российский театральный режиссёр. Заслуженный деятель искусств Российской Федерации (2013).

## Биография
Родился 17 января 1962 года, в семье инженера-электротехника Ильи Львовича Фиссона (род. 1936), научного сотрудника Всесоюзного НИИ медицинского приборостроения, и поэтессы Валентины Тимофеевны Фиссон (1935—2008). Занимался театральным искусством в Ленинградском театре юношеского творчества (ТЮТ). В 1985 году окончил актёрский факультет ЛГИТМИКа (курс Барышевой и Куницына). Затем учился на курсах режиссуры (курс Георгия Товстоногова), так как вскоре после выпуска из-за тяжёлой хронической болезни пережил ампутацию ноги и не мог работать актёром. Через три года из-за прогрессирующей болезни потерял вторую ногу и в 1989 году, не окончив режиссёрский факультет, стал театральным режиссёром.
В 1991 году вместе с женой Наталией Фиссон организовал театральное товарищество «Комик-трест» (Санкт-Петербург) и был его бессменным художественным руководителем и режиссёром.

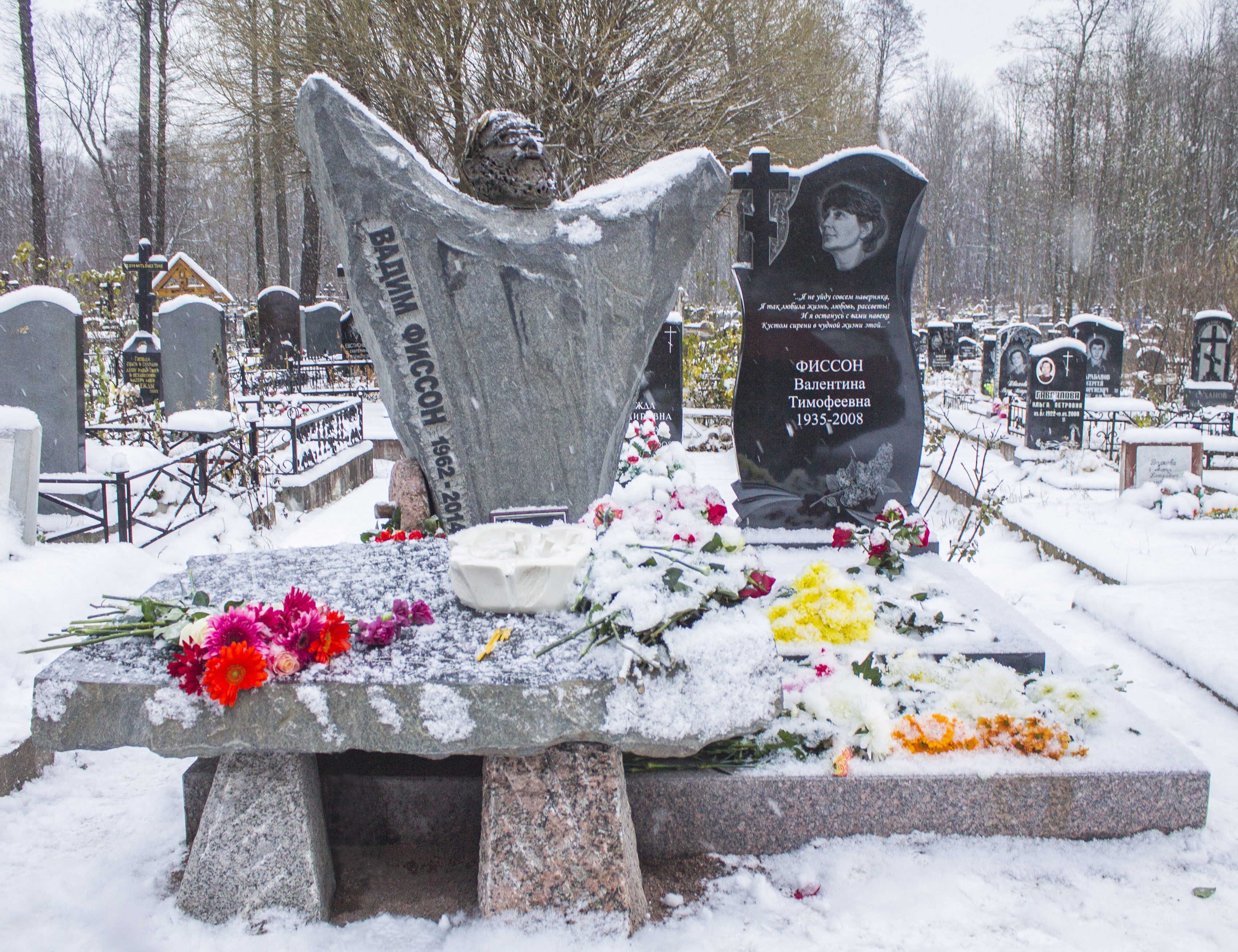
Памятник Вадиму Фиссону на Смоленском кладбище

В 1994—1996 годах работал в Германии режиссёром театра Pomp Duck and Circumstance. Совместно с Пьером Биланом участвовал в постановке Берлинского шоу.
Был бессменным ведущим ежегодного международного фестиваля «Звезда надежды». С 2006 года был ведущим телевизионного проекта «Энергичные люди» на Пятом канале. С 2007 года занимался благотворительным проектом «Театр — доступная среда».
Умер 19 декабря 2014 года дома в Санкт-Петербурге, похоронен на Смоленском кладбище.

### Семья
- Вдова — актриса Наталия Фиссон (род. 1964).

## Награды и премии
- премия Правительства Санкт-Петербурга в области «Литературы и искусства».
- премия фестиваля «Мастер класс».
- премия «Золотой Остап» в области сатиры и юмора.
- приз «За лучшую режиссуру» на конкурсе эстрады.
- премия благотворительного движения «Золотой пеликан».
- Международная премия «Филантроп» — «За выдающиеся достижения инвалидов в области искусства» в номинации «Театральное искусство».
- Российская национальная актёрская премия «Фигаро» имени Андрея Миронова в номинации «Специальный приз» (2012).
- Заслуженный деятель искусств Российской Федерации (2013).
- Международная премия «Балтийская звезда» в номинации «Память» (2015, посмертно)[4].

## Работы в театре
- «Чушь во фраке»[5]
- «Секонд-хэнд»
- «Белая история»
- «Антоний и Клеопатра»
- «Кабаре „Нафталин“»
- «Подземные путешествия Нильса Клима»
- «Спам для фюрера»
- «Полный рататуй»

## Фильмография
- 2013 — «Вадим Фиссон. Человек с неограниченными возможностями» (документальный фильм), реж. Михаил Грушевский[6][7].